# Federação Croata de Futebol
A Federação Croata de Futebol (em croata: Hrvatski nogometni savez, HNS), é o órgão que dirige e controla o futebol da Croácia, comandando as competições nacionais e a Seleção Croata de Futebol. A sede deste órgão está localizada na capital, Zagreb.

## Presidentes
| 1 | Mladen Vedriš     | 1990-1994 |
| 2 | Damir Matovinović | 1994-1995 |
| 3 | Đuro Brodarac     | 1995      |
| 4 | Nadan Vidošević   | 1995-1996 |
| 5 | Josip Šoić        | 1996-1997 |
| 6 | Branko Mikša      | 1997-1998 |
| 7 | Vlatko Marković   | 1998-2012 |
| 8 | Davor Suker       | 2012-     |